# Biarritz olympique-Stade toulousain en rugby à XV
Cet article retrace l'historique détaillé des confrontations entre les deux clubs français de rugby à XV du Biarritz olympique et du Stade toulousain.

## Confrontations
| No | Date               | Lieu                                  | Match                                 | Score   | Compétition                                 |
| -- | ------------------ | ------------------------------------- | ------------------------------------- | ------- | ------------------------------------------- |
| 1  | 2 avril 1922       | Stade des Ponts Jumeaux, Toulouse     | Stade toulousain – Biarritz olympique | 9 – 0   | Championnat                                 |
| 2  | 29 avril 1923      | Stade des Ponts Jumeaux, Toulouse     | Stade toulousain – Biarritz olympique | 16 – 0  | Championnat                                 |
| 3  | 28 décembre 1930   | Stade des Ponts Jumeaux, Toulouse     | Stade toulousain – Biarritz olympique | 29 – 3  | Tournoi des douze de l'UFRA, aller          |
| 4  | 1er février 1931   | Aguiléra, Biarritz                    | Biarritz olympique – Stade toulousain | 8 – 10  | Tournoi des douze de l'UFRA, retour         |
| 5  | 18 octobre 1931    | Stade des Ponts Jumeaux, Toulouse     | Stade toulousain – Biarritz olympique | 23 – 8  | Tournoi des quatorze de l'UFRA              |
| 6  | 30 octobre 1932    | Aguiléra, Biarritz                    | Biarritz olympique – Stade toulousain | 21 – 3  | Championnat                                 |
| 7  | 26 février 1933    | Stade des Ponts Jumeaux, Toulouse     | Stade toulousain – Biarritz olympique | 9 – 0   | Championnat                                 |
| 8  | 1933 1934          | Aguiléra, Biarritz                    | Biarritz olympique – Stade toulousain | 6 – 8   | Challenge Yves du Manoir                    |
| 9  | 28 octobre 1934    | Aguiléra, Biarritz                    | Biarritz olympique – Stade toulousain | 17 – 6  | Challenge Yves du Manoir                    |
| 10 | 31 mars 1935       | Bègles                                | Biarritz olympique – Stade toulousain | 11 – 0  | 1/8ème de finale du championnat             |
| 11 | 24 novembre 1935   | Stade des Ponts Jumeaux, Toulouse     | Stade toulousain – Biarritz olympique | 4 – 4   | Challenge Yves du Manoir                    |
| 12 | 14 mars 1937       | Aguiléra, Biarritz                    | Biarritz olympique – Stade toulousain | 17 – 9  | Challenge Yves du Manoir                    |
| 13 | 19 février 1939    | Aguiléra, Biarritz                    | Biarritz olympique – Stade toulousain | 13 – 3  | Championnat                                 |
| 14 | 1944 1945          | Stade des Ponts Jumeaux, Toulouse     | Stade toulousain – Biarritz olympique | 12 – 6  | Championnat                                 |
| 15 | 7 mars 1948        | Stade des Ponts Jumeaux, Toulouse     | Stade toulousain – Biarritz olympique | 20 – 3  | Championnat                                 |
| 16 | 13 mars 1949       | Aguiléra, Biarritz                    | Biarritz olympique – Stade toulousain | 0 – 3   | Championnat                                 |
| 17 | 20 janvier 1952    | Stade des Ponts Jumeaux, Toulouse     | Stade toulousain – Biarritz olympique | 8 – 6   | Championnat                                 |
| 18 | 1951 1952          | Stade des Ponts Jumeaux, Toulouse     | Stade toulousain – Biarritz olympique | 8 – 6   | Challenge ROCA                              |
| 19 | 16 novembre 1952   | Stade des Ponts Jumeaux, Toulouse     | Stade toulousain – Biarritz olympique | 6 – 3   | Championnat                                 |
| 20 | 15 février 1953    | Aguiléra, Biarritz                    | Biarritz olympique – Stade toulousain | 3 – 0   | Championnat                                 |
| 21 | 20 septembre 1953  | Stade des Ponts Jumeaux, Toulouse     | Stade toulousain – Biarritz olympique | 14 – 10 | Challenge Yves du Manoir                    |
| 22 | 25 octobre 1953    | Aguiléra, Biarritz                    | Biarritz olympique – Stade toulousain | 11 – 5  | Challenge Yves du Manoir                    |
| 23 | 21 novembre 1954   | Stade des Ponts Jumeaux, Toulouse     | Stade toulousain – Biarritz olympique | 9 – 3   | Championnat                                 |
| 24 | 13 mars 1955       | Aguiléra, Biarritz                    | Biarritz olympique – Stade toulousain | 8 – 9   | Championnat                                 |
| 25 | 9 janvier 1955     | Aguiléra, Biarritz                    | Biarritz olympique – Stade toulousain | 6 – 16  | Challenge Yves du Manoir                    |
| 26 | 6 octobre 1957     | Stade des Ponts Jumeaux, Toulouse     | Stade toulousain – Biarritz olympique | 31 – 0  | Challenge Yves du Manoir                    |
| 27 | 27 septembre 1958  | Aguiléra, Biarritz                    | Biarritz olympique – Stade toulousain | 12 – 12 | Challenge Yves du Manoir                    |
| 28 | 29 octobre 1961    | Aguiléra, Biarritz                    | Biarritz olympique – Stade toulousain | 6 – 6   | Challenge Yves du Manoir                    |
| 29 | 23 novembre 1969   | Stade des Ponts Jumeaux, Toulouse     | Stade toulousain – Biarritz olympique | 12 – 3  | Championnat                                 |
| 30 | 22 février 1970    | Aguiléra, Biarritz                    | Biarritz olympique – Stade toulousain | 11 – 11 | Championnat                                 |
| 31 | 12 avril 1970      | Lourdes                               | Stade toulousain – Biarritz olympique | 20 – 5  | Quart de finale du championnat              |
| 32 | 25 octobre 1977    | Stade des Ponts Jumeaux, Toulouse     | Stade toulousain – Biarritz olympique | 24 – 15 | Championnat                                 |
| 33 | 25 février 1978    | Aguiléra, Biarritz                    | Biarritz olympique – Stade toulousain | 15 – 13 | Championnat                                 |
| 34 | 7 novembre 1982    | Toulouse                              | Stade toulousain – Biarritz olympique | 6 – 9   | Championnat                                 |
| 35 | mars 1983          | Aguiléra, Biarritz                    | Biarritz olympique – Stade toulousain | 19 – 15 | Championnat                                 |
| 36 | septembre 1983     | stade Ernest-Wallon, Toulouse         | Stade toulousain – Biarritz olympique | 33 – 13 | Challenge Yves du Manoir                    |
| 37 | novembre 1983      | Aguiléra, Biarritz                    | Biarritz olympique – Stade toulousain | 20 – 21 | Challenge Yves du Manoir                    |
| 38 | septembre 1985     | stade Ernest-Wallon, Toulouse         | Stade toulousain – Biarritz olympique | 37 – 12 | Challenge Yves du Manoir                    |
| 39 | janvier 1986       | Aguiléra, Biarritz                    | Biarritz olympique – Stade toulousain | 10 – 24 | Challenge Yves du Manoir                    |
| 40 | avril 1986         | stade Armandie, Agen                  | Stade toulousain – Biarritz olympique | 16 – 3  | Quart de finale du championnat              |
| 41 | septembre 1986     | Aguiléra, Biarritz                    | Biarritz olympique – Stade toulousain | 18 – 27 | Challenge Yves du Manoir                    |
| 42 | novembre 1986      | stade Ernest-Wallon, Toulouse         | Stade toulousain – Biarritz olympique | 24 – 12 | Challenge Yves du Manoir                    |
| 43 | janvier 1988       | stade Ernest-Wallon, Toulouse         | Stade toulousain – Biarritz olympique | 55 – 8  | Championnat                                 |
| 44 | mars 1988          | Aguiléra, Biarritz                    | Biarritz olympique – Stade toulousain | 18 – 12 | Championnat                                 |
| 45 | avril 1988         | stade Ernest-Wallon, Toulouse         | Stade toulousain – Biarritz olympique | 25 – 7  | Quart de finale du challenge Yves du Manoir |
| 46 | 24 novembre 1991   | Aguiléra, Biarritz                    | Biarritz olympique – Stade toulousain | 9 – 27  | Championnat                                 |
| 47 | 9 février 1992     | stade Ernest-Wallon, Toulouse         | Stade toulousain – Biarritz olympique | 27 – 19 | Championnat                                 |
| 48 | 30 août 1996       | Aguiléra, Biarritz                    | Biarritz olympique – Stade toulousain | 25 – 20 | Championnat                                 |
| 49 | 10 janvier 1997    | stade Ernest-Wallon, Toulouse         | Stade toulousain – Biarritz olympique | 55 – 7  | Championnat                                 |
| 50 | 16 août 1997       | Aguiléra, Biarritz                    | Biarritz olympique – Stade toulousain | 11 – 23 | Championnat                                 |
| 51 | 24 janvier 1998    | stade Ernest-Wallon, Toulouse         | Stade toulousain – Biarritz olympique | 50 – 8  | Championnat                                 |
| 52 | 13 mars 1999       | Stadium, Toulouse                     | Stade toulousain – Biarritz olympique | 48 – 18 | Playoff Top16                               |
| 53 | 17 avril 1999      | Aguiléra, Biarritz                    | Biarritz olympique – Stade toulousain | 15 – 10 | Playoff Top16                               |
| 54 | 2 juillet 2000     | Stade Maurice-Trélut, Tarbes          | Stade toulousain – Biarritz olympique | 28 – 18 | Quart de finale du championnat              |
| 55 | 2000 2001          | stade Ernest-Wallon, Toulouse         | Stade toulousain – Biarritz olympique | 11 – 8  | Championnat                                 |
| 56 | 20 décembre 2001   | Aguiléra, Biarritz                    | Biarritz olympique – Stade toulousain | 23 – 20 | Championnat                                 |
| 57 | 15 septembre 2001  | Stadium, Toulouse                     | Stade toulousain – Biarritz olympique | 24 – 30 | Top16                                       |
| 58 | 20 décembre 2001   | Aguiléra, Biarritz                    | Biarritz olympique – Stade toulousain | 9 – 13  | Top 16                                      |
| 59 | 15 mars 2003       | Aguiléra, Biarritz                    | Biarritz olympique – Stade toulousain | 22 – 15 | Playoff Top 16                              |
| 60 | 10 mai 2005        | Stade Ernest-Wallon, Toulouse         | Stade toulousain – Biarritz olympique | 34 – 20 | Playoff Top16                               |
| 61 | 2003 2004          | Aguiléra, Biarritz                    | Biarritz olympique – Stade toulousain | 37 – 20 | Top 16                                      |
| 62 | 2003 2004          | Stade Ernest-Wallon, Toulouse         | Stade toulousain – Biarritz olympique | 36 – 30 | Top 16                                      |
| 63 | 24 avril 2004      | Stade Jacques Chaban Delmas, Biarritz | Stade toulousain – Biarritz olympique | 19 – 11 | Demi-finale de coupe d'Europe               |
| 64 | 26 mai 2004        | Aguiléra, Biarritz                    | Biarritz olympique – Stade toulousain | 25 – 26 | Plays-Off Top 16                            |
| 65 | 30 mai 2004        | Stade Ernest-Wallon, Toulouse         | Stade toulousain – Biarritz olympique | 25 – 18 | Plays-Off Top16                             |
| 66 | 25 septembre 2004  | Stade Ernest-Wallon, Toulouse         | Stade toulousain – Biarritz olympique | 26 – 25 | Top 16                                      |
| 67 | 5 mars 2005        | Aguiléra, Biarritz                    | Biarritz olympique – Stade toulousain | 20 – 18 | Top 16                                      |
| 68 | 8 octobre 2005     | Stade Ernest-Wallon, Toulouse         | Stade toulousain – Biarritz olympique | 26 – 20 | Top14                                       |
| 69 | 8 avril 2006       | Aguiléra, Biarritz                    | Biarritz olympique – Stade toulousain | 29 – 20 | Top 14                                      |
| 70 | 10 juin 2006       | Stade de France, Saint-Denis          | Biarritz olympique – Stade toulousain | 40 – 13 | Finale du Top 14                            |
| 71 | 3 septembre 2006   | Stadium, Toulouse                     | Stade toulousain – Biarritz olympique | 20 – 3  | Top14                                       |
| 72 | 23 décembre 2006   | Aguiléra, Biarritz                    | Biarritz olympique – Stade toulousain | 16 – 21 | Top 14                                      |
| 73 | 24 novembre 2007   | Aguiléra, Biarritz                    | Biarritz olympique – Stade toulousain | 6 – 18  | Top 14                                      |
| 74 | 28 mars 2008       | Stade Ernest-Wallon, Toulouse         | Stade toulousain – Biarritz olympique | 12 – 6  | Top14                                       |
| 75 | 7 septembre 2008   | Stadium, Toulouse                     | Stade toulousain – Biarritz olympique | 20 – 6  | Top14                                       |
| 76 | 31 janvier 2009    | Aguiléra, Biarritz                    | Biarritz olympique – Stade toulousain | 17 – 13 | Top 14                                      |
| 77 | 24 octobre 2009    | Stade Ernest-Wallon, Toulouse         | Stade toulousain – Biarritz olympique | 23 – 3  | Top14                                       |
| 78 | 27 mars 2010       | Stade d'Anoeta, Saint-Sébastien       | Biarritz olympique – Stade toulousain | 26 – 10 | Top 14                                      |
| 79 | 22 mai 2010        | Stade de France, Saint-Denis          | Stade toulousain – Biarritz olympique | 21 – 19 | Finale de coupe d'Europe                    |
| 80 | 11 septembre 2010  | Aguiléra, Biarritz                    | Biarritz olympique – Stade toulousain | 25 – 20 | Top 14                                      |
| 81 | 19 février 2011    | Stade Ernest-Wallon, Toulouse         | Stade toulousain – Biarritz olympique | 23 – 19 | Top14                                       |
| 82 | 10 avril 2011      | Stade d'Anoeta, Saint-Sébastien       | Biarritz olympique – Stade toulousain | 20 – 27 | Quart de finale de coupe d'Europe           |
| 83 | 16 septembre 2011  | Stade Ernest Wallon, Toulouse         | Stade toulousain – Biarritz olympique | 24 – 0  | Top14                                       |
| 84 | 10 février 2012    | Aguiléra, Biarritz                    | Biarritz olympique – Stade toulousain | 15 – 20 | Top 14                                      |
| 85 | 1er septembre 2012 | Aguiléra, Biarritz                    | Biarritz olympique – Stade toulousain | 22 – 17 | Top 14                                      |
| 86 | 25 janvier 2013    | Stade Ernest Wallon, Toulouse         | Stade toulousain – Biarritz olympique | 19 – 14 | Top 14                                      |
| 87 | 14 septembre 2013  | Stade Ernest Wallon, Toulouse         | Stade toulousain – Biarritz olympique | 31 – 7  | Top 14                                      |
| 88 | 15 février 2014    | Aguiléra, Biarritz                    | Biarritz olympique – Stade toulousain | 6 – 16  | Top 14                                      |
| 89 | 2 octobre 2021     | Aguiléra, Biarritz                    | Biarritz olympique – Stade toulousain | 11 – 17 | Top 14                                      |
| 90 | 5 juin 2022        | Stade Ernest Wallon, Toulouse         | Stade toulousain – Biarritz olympique | 80 – 7  | Top 14                                      |

## Statistiques
Depuis 1919
Matchs invaincus :
- Biarritz : 5
- Toulouse : 8

Total :
- Nombre de rencontres : 90
- Premier match gagné par les Biarrots : 2 avril 1922
- Premier match gagné par les Toulousains : 30 octobre 1932
- Dernier match gagné par les Biarrots : 1er septembre 2012
- Dernier match gagné par les Toulousains : 5 juin 2022
- Plus grand nombre de points marqués par les Biarrots : 40 le 10 juin 2006 (gagné)
- Plus grand nombre de points marqués par les Toulousains : 80 le 5 juin 2022 (gagné)
- Plus grande différence de points dans un match gagné par les Biarrots : +27 le 10 juin 2006
- Plus grande différence de points dans un match gagné par les Toulousains : +73 le 5 juin 2022

Bilan
- Nombre de rencontres : 90
- Victoires biarrotes : 24
- Victoires toulousaines : 61
- Matches nuls : 5